# 泰川站
泰川站（韓語：태천역）是朝鮮民主主義人民共和國平安北道泰川郡泰川邑的一個鐵路車站，属于青年八院线。

## 邻近车站
青年八院线
延中站 - 泰川站 - 山城站